# Second Generation Wayans
Second Generation Wayans est une série télévisée américaine créée par Craig Wayans, Damien Dante Wayans et Devon K. Shepard, diffusée du 15 janvier 2013 au 19 mars 2013 sur BET.

## Synopsis
Damien Dante Wayans et Craig Wayans, neveu des célèbres frères Wayans, décident de créer leur propre maison de production après avoir eu du mal à percer dans le monde des célébrités, devant et derrière la caméra. Leur partenaire dans cette entreprise est le membre de la famille "honoraire Wayans", l'acteur George O. Gore II.

## Distribution

### Acteurs principaux
- Damien Dante Wayans : Himself
- Craig Wayans : Himself
- George O. Gore II : Himself
- Tatyana Ali : Maya

### Acteurs secondaires
- LeToya Luckett : Rochelle
- DeRay Davis : Himself
- Celeste Sullivan : Tiffany
- David Gallagher : Jeremy Silverman
- Regina Hall : Herself
- Henry Simmons : Regin's new beau, Baron Fouse "The Truth"
- Jon Abrahams : Gavriel Rosembaum

### Autres
- Marlon Wayans : Himself
- Affion Crockett : Himself
- Page Kennedy : William Stokes
- Kevin Hart : Himself
- Faune A. Chambers : Keisha, Barry Silverman's assistant
- Gabourey Sidibé : Herself
- Keith Robinson : Brock Matthews

## Épisodes
1. Un nouveau départ (The Arrival)
2. La soirée (Rolling with Second Gen)
3. Le pitch (The Pitch)
4. Sous pression (High Anxiety)
5. Coupez ! (Cut !)
6. Cachotteries (Play Hard or Go Home)
7. Couper le cordon (Independence Day)
8. Indépendante (Miss Understood)
9. Parole de cousin (The Other, Other Wayans)
10. Le début de la fin du début (The Beginning of the End of the Beginning)

## Accueil

### Audiences
| Épisodes | Date de diffusion ( États-Unis) | Téléspectateurs | Références |
| -------- | ------------------------------- | --------------- | ---------- |
| 1        | 15 janvier 2013                 | 3 350 000       | -          |
| 2        | 22 janvier 2013                 | 1 780 000       | -          |
| 3        | 29 janvier 2013                 | 1 460 000       | -          |
| 4        | 5 février 2013                  | 1 200 000       | -          |
| 5        | 12 février 2013                 | 1 340 000       | -          |
| 6        | 19 février 2013                 | 1 310 000       | -          |
| 7        | 26 février 2013                 | 1 250 000       | -          |
| 8        | 5 mars 2013                     | 1 050 000       | -          |
| 9        | 12 mars 2013                    | 1 140 000       | -          |
| 10       | 19 mars 2013                    | 1 340 000       | -          |

- Fortes audiences de la série
- Faibles audiences de la série